# Équipe de Roumanie féminine de volley-ball
Léquipe de Roumanie féminine de volley-ball est composée des meilleures joueuses roumaines sélectionnées par la Fédération roumaine de volley-ball (Federatia romana de volei, FRV). Elle est classée au 41e rang de la Fédération internationale de volley-ball au 10 juillet 2022.

## Sélection actuelle
Sélection pour les Qualifications aux championnats d'Europe de 2023.
Entraîneur : Guillermo Hernández 

## Palmarès et parcours

### Palmarès
- Championnat du monde
  - Finaliste : 1956

- Championnat d'Europe
  - Troisième : 1963

### Parcours

#### Jeux Olympiques
| - 1964 : 4e - 1968 : Non qualifié - 1972 : Non qualifié - 1976 : Non qualifié - 1980 : 8e - 1984 : Non qualifié - 1988 : Non qualifié - 1992 : Non qualifié - 1996 : Non qualifié - 2000 : Non qualifié | - 2004 : Non qualifié - 2008 : Non qualifié - 2012 : Non qualifié - 2016 : Non qualifié - 2020 : Non qualifié |

#### Championnats du monde
| - 1952 : 5e - 1956 : 2e - 1960 : Non participant - 1962 : 5e - 1967 : Non participant - 1970 : 7e - 1974 : 5e - 1978 : Non qualifié - 1982 : Non qualifié - 1986 : Non qualifié | - 1990 : Non qualifié - 1994 : 15e - 1998 : Non qualifié - 2002 : 13e - 2006 : Non qualifié - 2010 : Non qualifié - 2014 : Non qualifié - 2018 : Non qualifié |

#### Championnats d'Europe
| - 1949 : 4e - 1950 : 5e - 1951 : Non participant - 1955 : 4e - 1958 : 4e - 1963 : 3e - 1967 : 9e - 1971 : 7e - 1975 : 7e - 1977 : 6e | - 1979 : 5e - 1981 : 7e - 1983 : 6e - 1985 : 11e - 1987 : 8e - 1989 : 4e - 1991 : 6e - 1993 : 10e - 1995 : Non qualifié - 1997 : 11e | - 1999 : 6e - 2001 : 7e - 2003 : 8e - 2005 : 10e - 2007 : Non qualifié - 2009 : Non qualifié - 2011 : 12e - 2013 : Non qualifié - 2015 : 14e - 2017 : Non qualifié | - 2019 : 13e - 2021 : 23e |

#### Ligue européenne
| - 2009 : 5e - 2010 : 6e - 2011 : 5e - 2012 : 6e - 2013 : 4e - 2014 : Non qualifié - 2015 : Non qualifié - 2016 : 9e - 2017 : Non qualifié - 2018 : Non qualifié - 2019 : Non qualifié - 2021 : 7e - 2022 : 4e - 2023 : 7e |